# Goliardo Gelardi
Goliardo José Gelardi (São Paulo, 9 de maio de 1906 – São Paulo, 22 de maio de 1983) foi um futebolista ítalo-brasileiro.
Em grande parte da carreira atuou pelo Palestra Italia, em que jogou doze temporadas pelo Palestra Italia, tendo conquistado três títulos.
Também foi jogador da Lazio (Itália) e do Padova (Itália), além de uma aparição com a camisa da Seleção Brasileira. 
Filho dos imigrantes italianos Nicola Gelardi, siciliano, e Lucia Rampani, lombarda, cresceu na várzea da Lapa, Goliardo iniciou sua carreira no próprio Palestra, estreando em 25 de março de 1925. 
Destacou-se pela forte marcação e pela capacidade técnica álem de ser extremamente habilidoso no drible e no senso de posição. Junto com Pepe e Henrique Serafini, formou o triunvirato no meio de campo palestrino conhecido como “Sissi, Gasosa e Guaraná”, três populares refrigerantes da época.

## Carreira

### Clube
Goliardo chegou ao Palestra Itália em 1925 como titular na posição de volante. Tornou-se um dos elementos mais importantes do clube que resultou em ganhar a braçadeira de capitão, criou uma forma sólida com os companheiros de equipe Pepe e Henrique Serafini que fizeram o Palestra Itália ganhar dois Campeonatos Paulistas. 
Na temporada 1933-1934 da Serie A chegou ao Napoli, jogando na primeira divisão e em várias partidas com a equipe B. Ele chegou junto com seu compatriota Gaetano Ragusa e outros dois jogadores do Palestra Italia. 
No Napoli encontrou pouco espaço, e não foi considerado útil para a equipe, assim, na temporada seguinte vai para Padova, onde permanece por três temporadas de 1934 a 1937, somando um total de 65 jogos e cinco gols em Série B e Série C. 
De volta ao Brasil em 1937 onde jogou até 1939, quando foi para o Clube Atlético Ypiranga jogar em 1940, em 1941 volta para o Palestra Italia onde se aposentou em 1942 já como Palmeiras.

### Seleção
Goliardo jogou sua única partida oficial pela seleção em 6 de setembro de 1931 contra o Uruguai. O encontro foi realizado no Estádio das Laranjeiras, no Rio de Janeiro.  Anteriormente, Goliardo havia participado de um amistoso não oficial contra o clube uruguaio Rampla Juniors em 4 de fevereiro de 1929.

## Títulos
| NACIONAIS | NACIONAIS                                | NACIONAIS | NACIONAIS   |
|           | Competição                               | Títulos   | Temporadas  |
| --------- | ---------------------------------------- | --------- | ----------- |
|           | Campeonato Italiano de Futebol - Serie C | 1         | 1936-1937   |
| ESTADUAIS |                                          |           |             |
|           | Competição                               | Títulos   | Temporadas  |
|           | Campeonato Paulista                      | 2         | 1927 e 1932 |
|           | Campeonato Paulista Extra                | 1         | 1938        |